# لبان منتفخ
لبان منتفخ أو بوسويلية منتفخة (الاسم العلمي:Boswellia bullata) هو نوع من النباتات يتبع جنس اللبان من الفصيلة البخورية.